# 马来西亚证券监督委员会
马来西亚证券监督委员会（简称SC），是马来西亚一个法定机构，负责监管和系统性发展马来西亚的资本市场。

## 创立与任务
马来西亚证券监督委员会是根据《1993年证券委员会法令》于1993年3月1日成立，是具有调查和执法权力及自筹资金的法定机构，并直接向财政部长报告，其账目每年在马来西亚国会上提交。
马来西亚证券监督委员会的任务是促进和维持公平、高效率、安全和透明的证券和期货市场，以提供创新和竞争性的金融市场。
马来西亚证券监督委员会拥有调查其区域金融市场的执行权力，其监管框架建立于《2007年资本市场及服务法令 》（CMSA）、 《1993年证券委员会法令》（Securities Commission Malaysia Act 1993）、 《1991年证卷业(中央库存)法令》（Securities Industry (Central Depositories) Act 1991）、《2003年股份化(吉隆坡股票交易所)法令》（Demutualisation (Kuala Lumpur Stock Exchange) Act 2003 (pdf)） 、《1983年证券业法令》（Securities Industry Act 1983）  、《1993年期货业法令》（Futures Industry Act 1993）之下 。
马来西亚证券监督委员会是一个自筹资金的组织，其收入来自商业公司的征费和申请费的收取。除了履行监管职能外，证券监督委员会还有义务遵守法规促进包括伊斯兰资本市场（ICM）在内的马来西亚证券和期货市场的发展。值得注意的是，证券监督委员会的监管范围不包括外汇交易，而一切与外汇相关的投资服务均由马来西亚国家银行（BNM）监管。

## 监管职能
马来西亚证券监督委员会主要职责是监管国内资本市场上的相关事务；
- 监管交易所，结算所和中央存管机构；
- 注册登记未公开上市休闲俱乐部之外的公司；
- 批准企业债券发行；
- 规管与证券及衍生工具合约有关的所有事宜；
- 规管上市公司和实体的接管和兼并；
- 规管有关单位信托计划的所有事宜；
- 授权牌照及规管持牌人；
- 鼓励企业自律；
- 确保市场机构和持证人员的行为合规。

### 监管投诉
马来西亚证券监督委员会不监管外汇交易，因此不接受涉及外汇投资服务活动的投诉。不过，证券监督委员会受理调查证券期货市场中不当行为和违规活动；
- 针对上市公司的投诉
- 针对持牌中介公司的投诉
- 针对股份登记人的投诉；
- 针对发行方的投诉；
- 针对交易所的投诉；
- 涉及信托交易的投诉；
- 涉及证券交易的投诉；
- 涉及期货交易的投诉。

## 机构设置
现任证券监督委员会主席是阿旺阿迪胡先，于2022年6月1日上任，他持有美国宾夕法尼亚大学经济系博士学位，曾任马来西亚驻美国大使、国家银行副总裁、证监会董事局成员、国家能源公司主席、纳闽境外金融服务管理局（LOFSA）首任总监，以及在2006至2013年出任财政部副部长。
证券监督委员会的董事会由财政部长任命的七名成员组成，其中包括负责该委员会的主席。另有两名常务董事向他汇报。 但是，兰奇阿吉星成为委员会主席之后，董事会总经理一职不再存在。 相反，在委员会中重新引入了DCE（副首席执行官）的职位。 
2010年4月1日，证券监督委员会根据1993年《证券委员会法令》第IIIA部分建立一个新框架；审核监督委员会（AOB），以审核在大马交易所上市的外国公司的财务报表和检验其企业活动，并培育高质量的独立审计，以提高公众对公共利益的实体企业申报的财务报表的质量和可靠性的信心。同年12月15日，证券监督委员会设立「证券业纠纷调解中心」（SIDREC），以解决旗下会员的投资者所提供的服务和产品的纠纷，于2011年1月正式投入营运。

### 联合倡议
2008年11月，马来西亚国家银行与马来西亚证券监督委员会联合成立了亚洲金融学院（AIF），旨在促进金融部门的人力资本发展，以支持马来西亚金融服务业的发展。2014年9月，证券监督委员会与马来西亚国家银行成立金融服务专业委员会（FSPB），旨在与银行监管机构和金融服务行业密切合作，以推动银行和保险业，伊斯兰金融和资本市场的专业标准的发展和协调。2013年，证券委员会与马来西亚国家银行成立金融认证机构（FAA），这是一个针对国际性金融服务行业的认证机构。2018年3月14日，证券委员会与马来西亚国家银行于成立经纪行业数字化小组（BRIDGe），该组织是监管机构和行业之间的联合工作组，旨在加快证券经纪业的数字化进程。并在同年2月6日，证券监督委员会与新加坡金融管理局（MAS）建立股票交易链接，共同监管和执法证券交易，并与新加坡交易所和大马交易所合作。
除此之外，马来西亚证券监督委员会也与其它培训机构，如亚洲特许银行机构（AICB）、马来西亚伊斯兰银行和纳闽岛金融服务管理局（Labuan FSA）等证券业发展机构合作。

## 重要事紀
2021年12月21日，放宽单位信托基金监管框架，允许资产管理公司推出更具创意、涵盖更多投资工具的零售单位信托基金产品。

## 历任主席
- 莫赫德·穆尼尔·阿布杜勒·马吉德（Mohd Munir Abdul Majid）1993年一1999年
- 阿里·阿布杜勒·卡迪尔（Ali Abdul Kadir）1999年3月1日一2004年2月29日
- 莫德·尤索夫·努尔（Tan Sri Md Nor Yusof）2004年4月1日一2006年5月31日
- 扎里纳·安瓦尔（Tan Sri Zarinah Anwar）2006年4月1日一2012年3月31日
- 兰奇阿吉星（Seri Ranjit Ajit Singh）2012年4月1日一2018年10月31日
- 赛再益阿尔巴（Syed Zaid Albar）2018年11月1日一2022年5月31日
- 阿旺阿迪胡先（英语：Awang Adek Hussin）2022年6月1日至今

## 相关部门
- 审核监督委员会（AOB；全名为Audit Oversight Board），是马来西亚证券监督委员会直属部门，职责是促进更有效的审核监督框架，并增强马来西亚已审查的财务报表的可靠性和标准。
- 证券业纠纷调解中心（SIDREC；全名为Securities Industry Dispute Resolution Center），是马来西亚证券监督委员会旗下的独立机构，职责是帮助个人投资者调解和业主之间关于投资产品和服务的纠纷。